# Cartabar
Cartabar fou un regne nadiu de Gàmbia. El 23 d'abril de 1841 el rei de Cartabar es va posar sota protectorat de la Gran Bretanya i va cedir als britànics una milla quadrada del seu territori.